# Arc (linguaggio di programmazione)
Arc è un dialetto del linguaggio di programmazione Lisp.

## Esempio
Hello world in Arc :
```
 
(
prn
 
"Hello, World"
)

```